# Vaillant BKK
Die Vaillant BKK war eine Betriebskrankenkasse.

## Beschreibung
Die Vaillant BKK war die Betriebskrankenkasse der Vaillant GmbH, der Kölnischen Verlagsdruckerei, dem Heinen-Verlag, Varta, Hawker und Johnson Controls. Die bis auf das Land Brandenburg bundesweit und für alle gesetzlich Versicherten geöffnet gewesene Betriebskrankenkasse wurde 1953 gegründet. Der Sitz der Kasse war in Remscheid. Die Kasse betrieb Kundencenter in Remscheid, Roding, Hagen, Hannover und Ellwangen.

## Geschichte
Die Belegschaft der Vaillant GmbH & Co. KG gründet am 1. April 1953 ihre eigene Betriebskrankenkasse. Das Kundencenter Bayern wurde 1970 eröffnet. Der Vorstand ist seit 1997 Herr Manfred Greupner. Bundesweit wurde am 1. September 1999 als Vaillant BKK – Partner für Gesundheit geöffnet. Mit der Hauptverwaltung zog man 2004 von Remscheid nach Remscheid-Lennep um.  Am 1. Juli 2005 fusionierte man mit BKK der Kölnischen Verlagsdruckerei GmbH – kurz BKK KVD. Zum Beginn des Jahres 2010 fusionierte man mit der INOVITA BKK. Am 1. Juli 2015 fusionierte die Vaillant BKK mit der Pronova BKK